# يو سي هيلث
جامعة كولورادو للصحة، التي تعمل تحت اسم يو سي هيلث (بالإنجليزية: UCHealth)‏، هي نظام رعاية صحية غير ربحي، يتمتع بمقر رئيسي في أورورا، كولورادو، الولايات المتحدة. يشمل النظام مستشفيات ومرافق في جميع أنحاء ولاية كولورادو، بالإضافة إلى مستشفيات تابعة في وايومنغ ونبراسكا. يتضمن النظام مركزًا طبيًا أكاديميًا، مستشفى جامعة كولورادو للصحة (UCHealth University of Colorado Hospital)، الذي يرتبط بشكل وثيق مع بكلية الطب بجامعة كولورادو. وهو شركة تشغيل مشتركة بين هيئة مستشفى جامعة كولورادو (وكالة حكومية ولاية) وبودر فالي هيلث (Poudre Valley Health).

## تاريخ
تأسس  نظام يو سي هيلث في عام 2012 من خلال اندماج مستشفى جامعة كولورادو ونظام Poudre Valley الصحي. أنشئ مستشفى جامعة كولورادو في الأصل في 1 أكتوبر 1989، كمؤسسة غير ربحية وفقًا لقانون صدر عن الجمعية العامة في ولاية كولورادو، ولكن أعلنت المحكمة العليا في كولورادو عدم دستورية هذا القانون في عام 1990. أعيد إنشاؤه في عام 1991 كسلطة مستشفى جامعة كولورادو باعتبارها وكالة حكومية. شكّل نظام جامعة كولورادو للصحة في 31 يناير 2012 (باسم UCHealth منذ عام 2014)، كشركة تشغيل مشتركة بين السلطة وشركة Poudre Valley Health (التابعة لمستشفى Poudre Valley).
في أغسطس 2012، وافق الناخبون في كولورادو سبرينغز على إجراء انتخابي خاص للسماح لـ يو سي هيلثباستئجار وتشغيل مستشفى ميموريال.
في سبتمبر 2016، افتتح مستشفى مركز صحة جامعة كاليفورنيا برومفيلد. يقع المستشفى في برومفيلد، كولورادو، ويضم 18 غرفة للمرضى الداخليين ووحدة رعاية مركزة مكونة من 4 أسرة.
في فبراير 2017، أعاد النظام تسمية نفسه باسم يو سي هيلث. وبالإضافة إلى تجديد الموقع الإلكتروني والشعار، فقد أضافت تطبيقًا للمرضى.
في أغسطس 2017، افتتح مستشفى جديد يضم 51 سريرًا في لونجمونت، كولورادو في مقاطعة بولدر يسمى مستشفى مركز لونجز بيك الطبي بجامعة كاليفورنيا.
في يونيو 2019، افتتح النظام مستشفى جديدًا في مقاطعة دوغلاس يسمى مستشفى UCHealth Highlands Ranch.
في يوليو 2019، افتتح النظام مستشفى جديدًا في مقاطعة ويلد يسمى مستشفى جامعة جريلي.
في 1 ديسمبر 2023، دمج مركز باركفيو الطبي في بويبلو ومستشفى باركفيو بويبلو ويست في بويبلو الغربية مع UCHealth.

## الجوائز والتقدير
صنّف يو سي هيلث كأحد أفضل المستشفيات في الولايات المتحدة في عدة مناسبات. في عام 2012، أدرج في قائمة مستشفيات تومسون رويترز الرائدة. وبين عامي 2017 و 2021، ضُمّنت مستشفيات UCHealth عدة مرات في قائمة أفضل مستشفيات في أمريكا التي تصدرها مجلة US News & World Report.
في عام 2018، حقق المستشفى المركز الأول لعلاج الصدمات. وفي ذلك العام أيضًا، حصل المستشفى على تصنيف مركز شامل للسكتات الدماغية.
في عام 2021، حصلت يو سي هيلث على المركز الأول في برنامج جوائز المبتكر لعام 2021 من قبل Healthcare Innovation نظرًا لتوسيعها لمفهوم مركز الرعاية الصحية الافتراضي بهدف تيسير نظام إنذار مبكر للاعتلال النخاعي لتحسين نتائج المرضى.
في أغسطس 2021، قامت مجلة Forbes بتسمية يو سي هيلث باعتبارها صاحب العمل رقم 1 في كولورادو.

## روابط خارجية
- الموقع الرسمي